# Mahmood
Mahmood (Milão, 12 de setembro de 1992), pseudônimo de Alessandro Mahmoud, é um cantor italiano. Ganhou notoriedade ao vencer o Festival de Sanremo 2019, com a música Soldi, com a qual representou a Itália no Festival Eurovision 2019, tendo ficado em segundo lugar no concurso. Em 2022, representou novamente o país com a canção Brividi, junto ao cantor Blanco.

## Biografia
Mahmood nasceu em Milão em 12 de setembro de 1992, filho de mãe sarda e pai egípcio e iniciou a estudar canto desde a infância.

## Prêmios e indicações
| Ano  | Cerimônia               | Prêmio                                   | Trabalho            | Resultado |
| ---- | ----------------------- | ---------------------------------------- | ------------------- | --------- |
| 2018 | Sanremo Giovani         | First Place                              | "Gioventù bruciata" | Venceu    |
| 2018 | Sanremo Giovani         | Critics' Award                           | "Gioventù bruciata" | Venceu    |
| 2019 | Sanremo Music Festival  | First place                              | "Soldi"             | Venceu    |
| 2019 | Sanremo Music Festival  | Enzo Jannacci Award for Best Performance | "Soldi"             | Venceu    |
| 2019 | Sanremo Music Festival  | Baglioni d'oro Award for Best Song       | "Soldi"             | Venceu    |
| 2019 | OGAE Poll               | Best Song of Eurovision 2019             | "Soldi"             | Venceu    |
| 2019 | Marcel Bezençon Awards  | Composer Award                           | "Soldi"             | Venceu    |
| 2019 | Wind Music Awards       | Triple Platinum Certified Single         | "Soldi"             | Venceu    |
| 2019 | Wind Music Awards       | Gold Certified Album                     | Gioventù bruciata   | Venceu    |
| 2019 | MTV Europe Music Awards | Best Italian Act                         | Ele mesmo           | Venceu    |

## Discografia
- Gioventù Bruciata é o primeiro álbum de estúdio do cantor e compositor. O álbum foi lançado pela Island Records em 22 de fevereiro de 2019. O álbum alcançou o primeiro lugar na parada de álbuns italianos.
- Ghettolimpo(2021). O álbum alcançou o segundo lugar na parada de álbuns italianos.

## Redes Sociais
- Instagram: @mahmood
- Twitter: @Mahmood_Music
- Facebook: Mahmood